# Mihailo Papazoglu
Mihailo Papazoglu , pravnik (LL.B, LL.M) i karijerni diplomata, rođen je 1969. godine u Beogradu, Srbija. U Ministarstvo spoljnih poslova došao je 1996. godine. Osim u Beogradu, službovao je u Strazburu, Parizu i Otavi.

## Biografija
Mihailo Papazoglu je diplomirao na Pravnom fakultetu Univerziteta u Beogradu 1994. godine. U Ministarstvu spoljnih poslova se zaposlio 1996. godine, gde je završio Diplomatsku akademiju. Njegovo prvo mesto bilo je mesto atašea/trećeg sekretara. Službovao je u više odeljenja MIP-a i obavljao razne dužnosti u Srbiji i inostranstvu. Godine 2013. stekao je titulu ambasadora, a kasnije je imenovan za ambasadora Republike Srbije u Kanadi (2014-2020). Trenutno je na poziciji evropskog dopisnika u sektoru EU u M.F.A., Beograd.
U međuvremenu, svoje interesovanje za oblast prava i pravne tekovine EU ostvario je kroz specijalističke studije prava EU na Univerzitetu u Beogradu, Srbija, Univerzitetu Nansi - 2, Francuska i Institutu Aser, Hag, Holandija. Godine 2005. magistrirao je pravo EU na Univerzitetu u Beogradu sa tezom o harmonizaciji prava konkurencije. U želji da upotpuni svoja znanja o međuvladinim organizacijama, razumevanju međunarodnih odnosa i globalnih trendova učestvovao je na srodnim obukama i predavanjima - Ciklus geopolitike - Univerzitet Sorbona IV - Pariz, Francuska; Oficir za civilno osoblje UN u mirovnim operacijama, Stokholm-Kungsangen, Švedska; NATO i PzM seminar – Segedin, Mađarska.

## Karijera
Trenutno – evropski dopisnik, sektor EU, M.F.A.
2021 – šef Odeljenja za Evropu, M.F.A.
2014/2020 - Ambasador Republike Srbije u Kanadi
2013/2014 - Šef Diplomatskog protokola, M.F.A.
2012. - Ministar savjetnik, Sektor za multilateralne poslove - UN /NAM/ mirovne operacije, M.F.A.
2011. – Savetnik za politiku EU, Kabinet potpredsednika Vlade za evropske integracije
2009/2010 – Prvi savetnik, Sektor za multilateralne poslove, Direkcija UN, M.F.A.
2007/09 - vd direktora Srpskog kulturnog centra – Pariz, Francuska
2005/09 - savetnik, Ambasada Republike Srbije – Pariz, Francuska
2004/05 - savetnik, zamenik direktora Direktorata EU, M.F.A.
2003/04 – prvi sekretar, Direkcija za regionalnu saradnju, M.F.A.
1998/2003 – Treći sekretar i vicekonzul, stalna misija pri Savetu Evrope i generalni konzulat SR Jugoslavije u Strazburu, Francuska
1996/1998 – ataše / treći sekretar, Uprava za susedne zemlje, M.F.A.